# Milad Salem
Milad Salem Fakhri (in persiano میلاد سالم‎; Kabul, 3 marzo 1988) è un ex calciatore afghano, di ruolo centrocampista.